# 藤沢町情報通信基盤整備事業
藤沢町情報通信基盤整備事業（ふじさわちょうじょうほうつうしんきばんせいびじぎょう）は、岩手県一関市（旧・東磐井郡藤沢町）が地域情報格差是正をはかる目的で2011年4月1日から開始したケーブルテレビ事業である。
総務省のICT交付金事業を基に総事業費18億円をかけて、町内全域にFTTH網を使ってテレビ、インターネット、電話、告知放送サービスを行う。
地デジやBS、CSといった放送は、一関ケーブルネットワークから供給され、町独自の自主放送チャンネルも別途設ける。
一方、インターネットや電話は、NTT東日本から提供される。

## 概要
- サービスエリア：藤沢町全域
- 接続端子数：7000
- 放送チャンネル数：地デジ放送6ch、アナログ地上波6ch、デジタルBS7ch、CS放送7ch、自主放送1ch、他